# Howell (Michigan)
Howell é uma cidade localizada no estado americano de Michigan, no Condado de Livingston.

## Demografia
Segundo o censo americano de 2000, a sua população era de 9232 habitantes.
Em 2006, foi estimada uma população de 9854, um aumento de 622 (6.7%).

## Geografia
De acordo com o United States Census Bureau tem uma área de
11,1 km², dos quais 10,6 km² cobertos por terra e 0,5 km² cobertos por água.

## Localidades na vizinhança
O diagrama seguinte representa as localidades num raio de 24 km ao redor de Howell.